# نگاه‌های دوست‌داشتنی
نگاه‌های دوست داشتنی (به انگلیسی: Loving Glances) یک فیلم کمدی رمانتیک صربی ساخته سال ۲۰۰۳ به کارگردانی ساردان کارانوویچ است. سدان علی هدزیچ و ایوانا بولانکا از جمله کسانی هستند که در این فیلم هنرنمایی کرده اند.